# Luke Roberts (acteur)
Pour les articles homonymes, voir Luke Roberts et Roberts.
Luke Roberts est un acteur anglais, né le 5 octobre 1977 à Woodbridge en Suffolk. Il est connu pour le rôle de Joseph Byrne dans la série Holby City.

## Filmographie

### Films
- 2005 : Ambition de Nicolas Forzy : Bruce
- 2011 : Pirates des Caraïbes : La Fontaine de jouvence (Pirates of the Caribbean: On Stranger Tides) de Rob Marshall : le capitaine des gardes
- 2013 : Dracula: The Dark Prince de Pearry Reginald Teo : Dracula
- 2014 : 300 : La Naissance d'un empire (300: Rise of an Empire) de Noam Murro : le boucher
- 2018 : Lie of You de Richard Redwine : Mark
- 2022 : The Batman de Matt Reeves : Thomas Wayne

### Court-métrage
- 2010 : Pull de Matthew Gustafson : Luke

### Séries télévisées
- 2001 : Crossroads (en) : Ryan Samson
- 2001 : Frères d'armes, épisode La Croisée des chemins : Herbert J. Suerth
- 2004-2005 :  Septième Ciel (Mile High) : le captaine Dan Peterson (17 épisodes)
- 2006 :  Uncle Max (en) : Hunk (saison 1, épisode 7 : Uncle Max Goes Bowling)
- 2006-2011 :  Holby City : Joseph Byrne (217 épisodes)
- 2008 :  HolbyBlue (en) : Joseph Byrne (saison 2, épisode 1)
- 2011 :  Londres, police judiciaire (Law and Order: UK) : Tom Hartson (saison 6, épisode 7 : Fault Lines)
- 2013 :  Beauty and the Beast, épisode Entre deux feux : Connor Sorvino
- 2013 : Reign : Le Destin d'une reine : Simon Westbrook (2 épisodes)
- 2014 : Taxi Brooklyn : Rhys (5 épisodes)
- 2015 : Dans l'ombre des Tudors (Wolf Hall) : Harry Norris (5 épisodes)
- 2015 : The Dovekeepers (téléfilm en deux parties) : Jachim Ben Simon
- 2016 : Game of Thrones, épisode Le Briseur de serments : Arthur Dayne
- 2016-2017 : Black Sails : Woodes Rogers (20 épisodes)
- 2017 : Ransom : Éric Beaumont (39 épisodes)
- 2022 : Le Cabinet de curiosités de Guillermo Del Toro, épisode L'Autopsie : Joe Allen / Edward Sykes
- 2025 : Hudson & Rex (saison 7 épisode 7 et 8) : Détective Mark Hudson

## Doublage
- 2024 : Silent Hill 2 : James Sunderland